# Cementerio de San Francisco (Orense)
El cementerio de San Francisco es un camposanto situado a los pies del Montealegre, en Orense (Galicia, España). Uno de los tres cementerios de la ciudad junto con los de As Caldas y Santa Mariña, cuenta con una Asociación de Amigos de la cual fue presidente de honor el poeta José Ángel Valente, quien logró evitar la clausura y desmantelamiento del recinto cuando se cuestionó su valor artístico en 1998, quedando el mismo definitivamente protegido tras ser declarado Bien de Interés Cultural el 11 de febrero de 2000. De igual modo, San Francisco forma parte desde 2015 de la Asociación Europea de Cementerios Singulares.

## Historia

### Contexto
En la Edad Media, los fallecidos eran sepultados en el interior de las iglesias (si pertenecían a familias nobles o eran destacados miembros del clero) o en cementerios cercanos a las mismas, como el desaparecido cementerio de la Plaza de la Magdalena, convertido en mercado y posteriormente en zona de recreo, si bien aún se conservan algunas lápidas medievales en uno de los laterales, apoyadas contra la fachada de la Iglesia de Santa María Madre. Desde el siglo xvi hasta el siglo xix, debido al escaso crecimiento experimentado en la ciudad, los dos camposantos urbanos, el ubicado en la Iglesia de la Trinidad y el del Hospital de San Roque, fueron suficientes para abastecer a la población.

### Construcción
A principios del siglo xix, Orense, inmersa en un proceso de crecimiento y transformación, se vio necesitada de un nuevo cementerio que cubriese la creciente demanda, siendo imprescindible que se ubicase fuera del núcleo urbano en virtud de la Real Orden del 30 de junio de 1814 referente a la formación de cementerios fuera de las poblaciones por motivos de salubridad. Los franciscanos del convento homónimo de la ciudad cedieron un terreno situado junto al edificio, empleado como huerto, en 1822 con el fin de que el camposanto pudiese ser erigido allí, vendiendo ese mismo año María Miranda, marquesa viuda de Bóveda de Limia, un pequeño terreno anexo al del convento denominado «Tras del Convento de San Francisco», el cual había formado parte en 1665 de un viñedo propiedad de Benito de Lemos Bolaño, regidor de Orense y dueño del pazo de Piñor. 
Propiedad del ayuntamiento desde al menos el 20 de junio de 1823 (fecha en que se solicita al obispo mediante un oficio la bendición del terreno), el cementerio, mandado construir por el gobernador de la provincia José Rodríguez Busto, fue inaugurado el 9 de mayo de 1834 con un discurso del deán Juan Manuel Bedoya y con la bendición del terreno por parte del obispo Dámaso Egidio Iglesias Lago. En 1887 se llevó a cabo la construcción del cementerio laico en un pequeño anexo del camposanto (destinado principalmente a acoger los restos de protestantes y ateos), realizándose en el siglo xx múltiples ampliaciones en las zonas sur y este del cementerio, penetrando en las faldas del Montealegre, en una finca conocida como «Coronela», propiedad de la marquesa de Vilaverde.

## Descripción
El cementerio, de estilo neogótico y neobarroco influenciado por la arquitectura india y con una extensión aproximada de dos hectáreas, posee una entrada la cual consta de un portón doble sustentado bajo un dintel de piedra con una calavera tallada y, bajo la misma, la siguiente inscripción: «EL TÉRMINO DE LA VIDA AQUÍ LO VEIS/EL DESTINO DEL ALMA SEGÚN OBRÉIS». El recinto se halla dividido en varios segmentos o patios, con caminos pavimentados que permiten el acceso a cada uno de ellos así como un crucero y varios bancos situados en los terrenos más próximos a la entrada del camposanto, a cuya izquierda se ubican las oficinas de los operarios municipales, donde un plano indica la localización de las sepulturas más célebres de la necrópolis.
Con un total de 1200 tumbas y rodeado de cipreses, cuenta con numerosas estatuas y relieves obra de escultores y marmolistas tales como Victorio Macho, Antonio Faílde, Francisco Piñeiro, Daniel Piñeiro, Felipe Oñate, Nicanor Carballo, Aniceto Justo, José Taboada, Benjamín Canal y la fundición Malingre.

### Memorial republicano

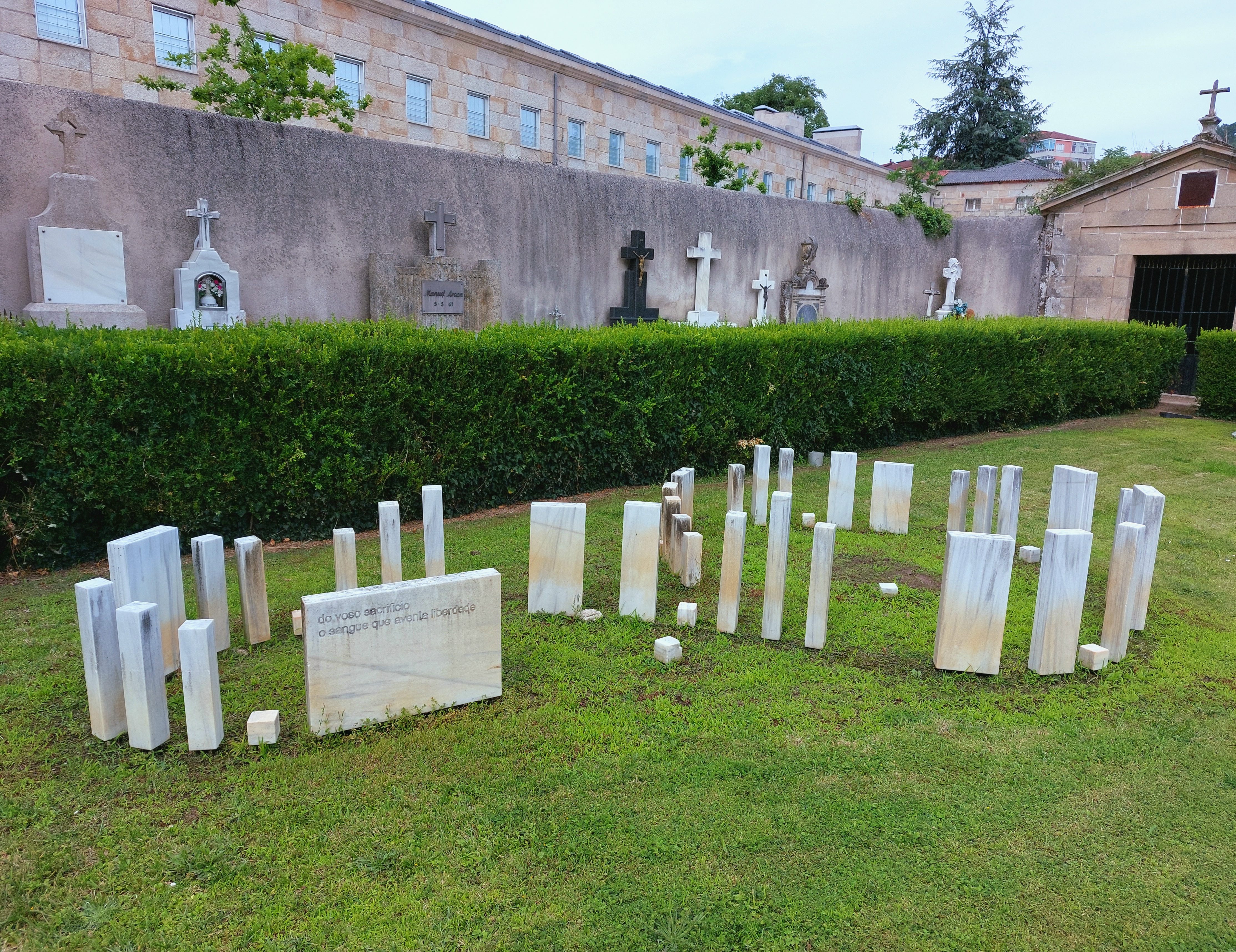
Memorial en honor a los republicanos fusilados durante la Guerra Civil.

En uno de los terrenos más próximos a la entrada del camposanto se halla un conjunto escultórico moderno dedicado a honrar la memoria de los republicanos fusilados durante la Guerra Civil Española. El monumento, obra de los arquitectos Alfredo Freixedo Alemparte y Pedro Diéguez Iglesias, fue inaugurado el 25 de septiembre de 2005 y donado al ayuntamiento de la ciudad. Encargado por la asociación Amigos da República, el conjunto, realizado en mármol blanco de Macael (Almería), fue erigido sobre la fosa común donde fueron enterrados los fusilados en el Campo de Aragón y en el Cumial en 1936. Gracias a donativos efectuados por particulares (principalmente habitantes de la ciudad), se recaudó la suma necesaria para sufragar la instalación del memorial, con un coste de 4000 euros.
La simbología musical plasmada en el monumento, obra del musicólogo Xoán Antón Vázquez Casas, hace referencia a los ocho primeros compases de la melodía principal del Adagietto de la 5º Sinfonía de Gustav Mahler, con cada uno de los cuarenta y tres bloques de mármol representando una nota; cuanto más alto es el bloque más aguda es la nota, mientras que a mayor longitud del mismo mayor duración de esta. En lo que respecta al epitafio grabado en uno de los bloques, «Do voso sacrificio o sangue que aventa liberdade» («De vuestro sacrificio la sangre que irradia libertad»), el mismo es obra de Francisco Fernández Naval. En 2008 se llevó a cabo una ampliación del monumento consistente en el añadido de un atril realizado en chapa de acero en el cual figuran inscritos los nombres de las 141 personas enterradas en la fosa.
En 2012, el conjunto escultórico sufrió un ataque vandálico en la víspera de la celebración de la proclamación de la II República. La placa conmemorativa en la que figuran los nombres de las víctimas apareció manchada con pintura rosa, siendo el muro situado detrás del monumento también profanado.

### Pobre Asunción

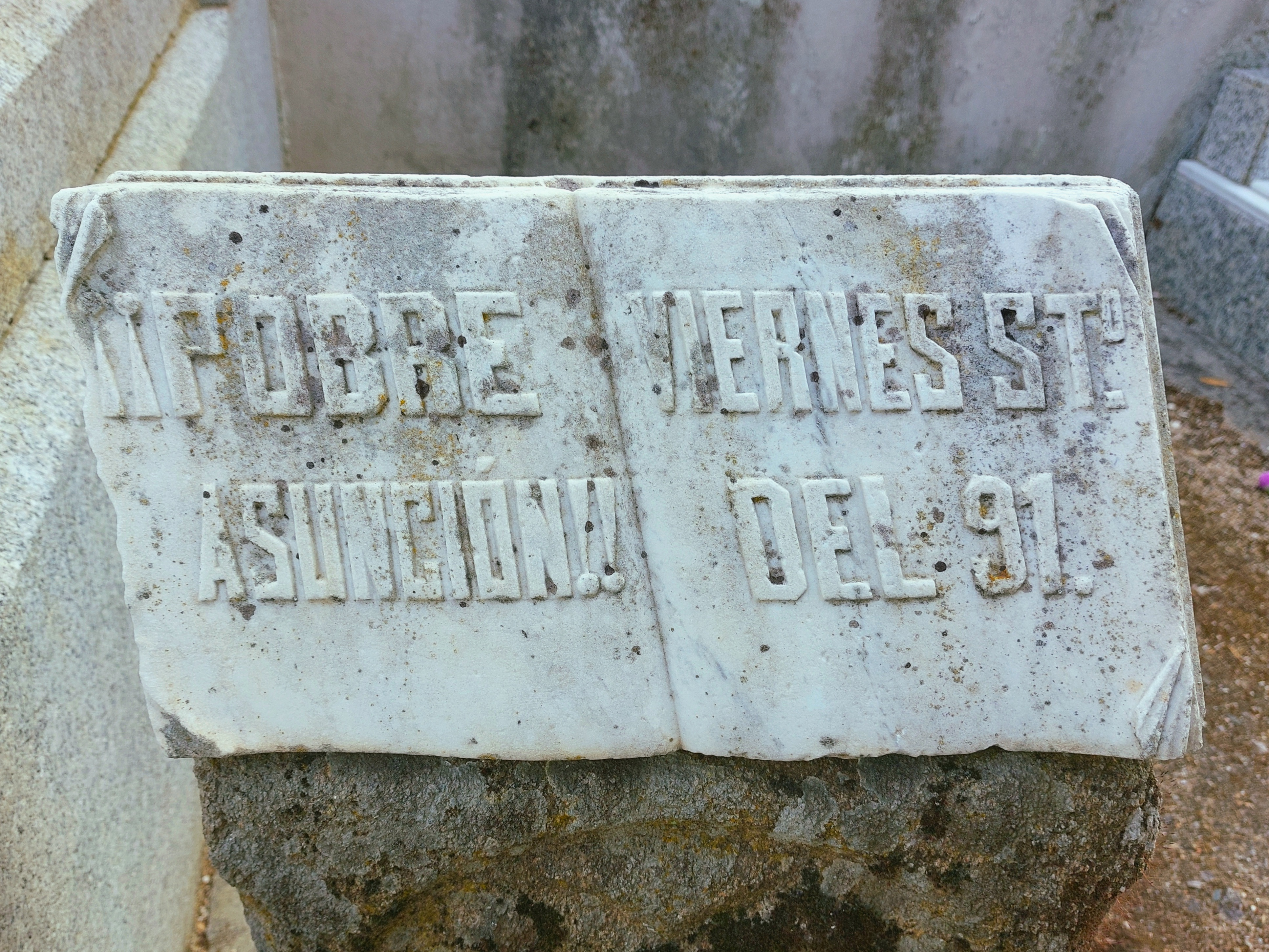
Tumba de Asunción González, popularmente conocida como «Pobre Asunción».

A la derecha de la puerta de entrada al camposanto se halla la tumba de Asunción González Vázquez, catalogada como la primera víctima de violencia de género en Orense. Asunción fue asesinada de un disparo por su antiguo novio Juan González el 28 de abril de 1891 en la Plaza Mayor de la ciudad, abarrotada de gente en ese instante debido a la celebración de un servicio religioso con motivo del Viernes Santo, siendo los celos el móvil del crimen. Al momento de cometerse el asesinato, Asunción se hallaba en compañía de su novio Juan Fernández Pérez, conocido familiarmente como «Xesta», quien posteriormente desempeñaría un destacado papel a nivel cultural en la ciudad, aunque también se afirma que al momento de ocurrir el crimen ambos ya no mantenían ninguna relación.
Una lápida de mármol blanco con forma de libro abierto, obra de Francisco Piñeiro, fue hecha colocar en la tumba de Asunción por el propio Juan Fernández, quien además ordenó plantar un ciprés junto a la misma, del que actualmente se conserva el tocón.
Es común que cada 25 de noviembre, Día Internacional de la Eliminación de la Violencia contra la Mujer, el movimiento Marcha Mundial de las Mujeres realice una ofrenda floral ante la tumba.

### Mausoleo de Ruperto García

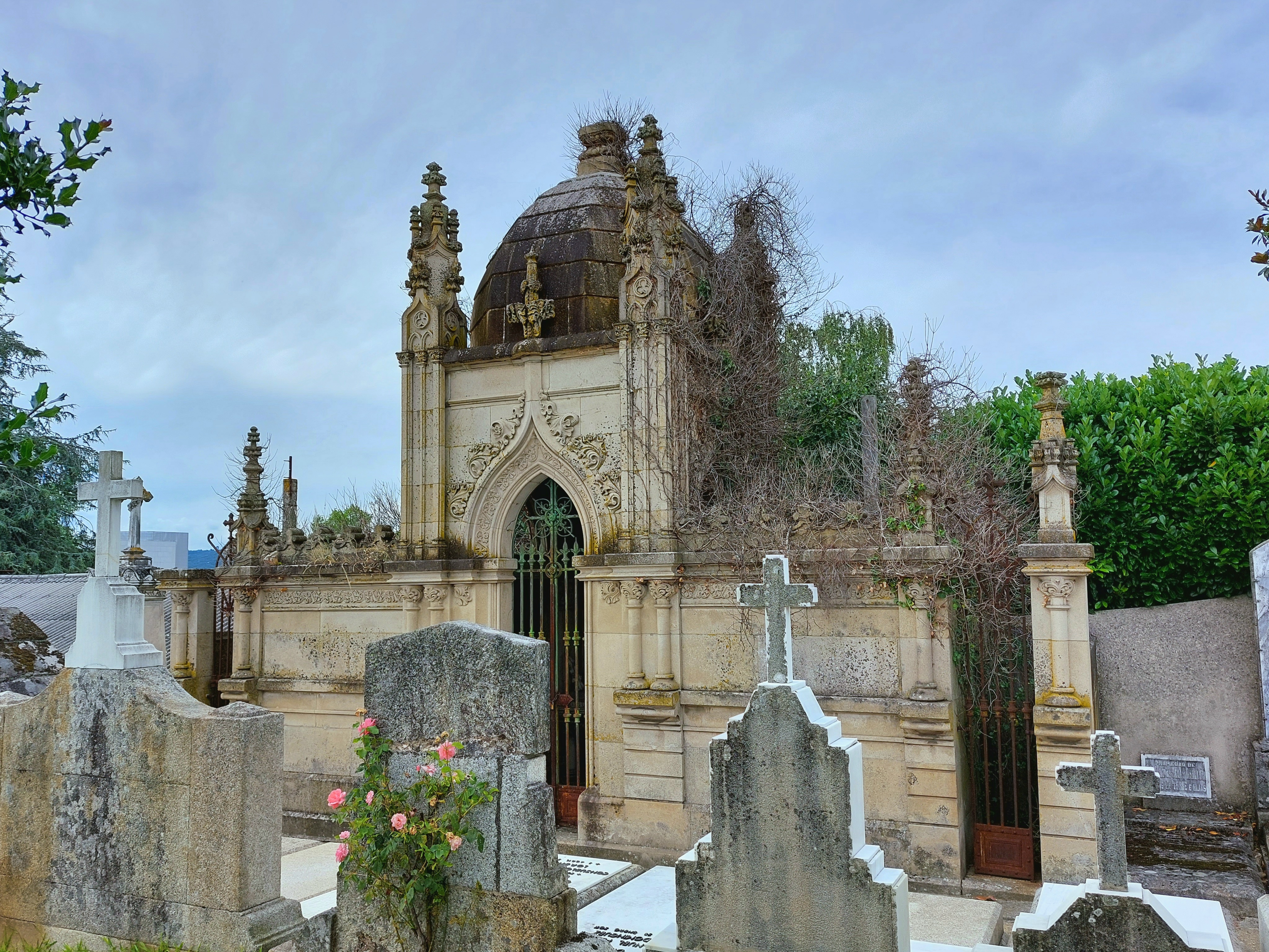
Mausoleo de Ruperto García.

El mausoleo, originalmente propiedad de Ruperto García y proyectado en 1907 por Daniel Vázquez-Gulías, constituye el enterramiento más lujoso de todo el cementerio. El panteón, reflejo de las construcciones típicas de principios del siglo xx llevadas a cabo por la burguesía de la ciudad, posee forma de templete con pináculos y motivos vegetales, albergando un total de once nichos valorados en 2017 en 11 486 euros cada uno.
Ruperto García, sin descendencia, dejó constancia en su testamento acerca del reparto de su herencia; de las 703 545 pesetas de las que se componía su patrimonio (divididas a su vez en seis partijas), el mausoleo, valorado en 15 000 pesetas, fue asignado a los hermanos Antonio y María Seoane junto con la obligación de respetar, con carácter permanente, las cenizas en él depositadas (las de Ruperto, su esposa y los propios hermanos Seoane). Sumado a lo anterior, García legó en vida a sus sirvientas María y Consuelo Outeiriño una suma equivalente a 25 500 pesetas destinada a labores de conservación y limpieza del panteón.
Tras una denuncia efectuada por la familia en 2009 después de que el recinto fuese profanado, la entrada fue cerrada con un candado, permaneciendo el mausoleo actualmente en estado ruinoso.

### Tumba de Xosé Ramón Fernández Oxea
Uno de los enterramientos más populares es el del escritor, profesor e investigador Xosé Ramón Fernández Oxea, también conocido como «Ben-Cho-Shey» (1896-1988). La tumba destaca por el tono humorístico de su epitafio:

O SEÑOR
D. XOSÉ RAMÓN Y FERNÁNDEZ OXEA
(BEN-CHO-SEY)
GRAN CRUZ DE MONTEALEGRE,
COLECTOR DE BARALLETE,
PREBOSTE DE TANGARAÑO.
TEN O GUSTO DE LLES OFRECER
ÓS SEUS AMIGOS O SEU
NOVO DOMICILIO NO CUMIO DO
CIMITERIO DE OURENSE,
ONDE OS AGARDARÁ ATA QUE O
BOTEN DALI OS EDILES DE TURNO.
A SÚA DONA E A SÚA FILLA PRÉGANLLE
ENCOMENDEN A DEUS A SÚA ÁNIMA.
NOTA.—QUEDAN SUPRIMIDOS
TÓDOLAS HOMENAXES POSTMORTEM
PORQUE AS COUSAS OU SE FAN
Ó SEU TEMPO OU NON SE FAN.
EL SEÑOR
D. XOSÉ RAMÓN Y FERNÁNDEZ OXEA
(BEN-CHO-SEY).
GRAN CRUZ DE MONTEALEGRE,
COLECTOR DE BARALLETE,
PREBOSTE DE TANGARAÑO.
TIENE EL GUSTO DE OFRECERLES
A SUS AMIGOS SU
NUEVO DOMICILIO EN LA CUMBRE DEL
CEMENTERIO DE ORENSE,
DONDE LOS ESPERARÁ HASTA QUE LO
ECHEN DE ALLÍ LOS EDILES DE TURNO.
SU SEÑORA Y SU HIJA LE RUEGAN
ENCOMIENDEN A DIOS SU ALMA.
NOTA.—QUEDAN SUPRIMIDOS
TODOS LOS HOMENAJES POSTMORTEM
 PORQUE LAS COSAS O SE HACEN
A SU TIEMPO O NO SE HACEN.

## Personajes ilustres
Algunos de los personajes ilustres enterrados en el cementerio de San Francisco son:
- Eduardo Blanco Amor (1897-1979), escritor.
- Ramón Otero Pedrayo (1888-1976), escritor.
- Valentín Lamas Carvajal (1849-1906), escritor.
- Florentino López Cuevillas (1886-1958), escritor.
- Marcelo Macías (1843-1941), escritor.
- José Ángel Valente (1929-2000), escritor.
- Cándido Fernández Mazas (1902-1942), pintor.
- Parada Justel (1871-1902), pintor.
- Daniel Vázquez-Gulías (1869-1937), arquitecto.

Al contrario de lo que comúnmente se afirma, el escritor Vicente Risco (1884-1963) no se encuentra enterrado en el cementerio de San Francisco, hallándose sus restos mortales sepultados en el cementerio de Vilanova, en Allariz (Orense).

## Arte funerario
| Nombre                                                     | Autor              | Material      | Comentario | Imagen |
| ---------------------------------------------------------- | ------------------ | ------------- | --- | ------ |
| Ángel pensativo                                            | Victorio Macho     | Mármol blanco | |        |
| Ángel sedente                                              | Antonio Faílde     | Granito       | |        |
| Relieve del Descendimiento y ángeles exentos               | Antonio Faílde     | Mármol blanco | |        |
| Sagrado Corazón y relieve de un ángel recibiendo al muerto | Antonio Faílde     | Granito       | |        |
| Relieves simétricos de ángeles y coronas                   | Francisco Piñeiro  | Mármol blanco | |        |
| Relieve de la Piedad                                       | Aniceto Justo      | Granito       | |        |
| Virgen de Fátima                                           | Nicanor Carballo   | Granito       | |        |
| Ángel                                                      | Fundición Malingre | Hierro        | La escultura resultó seriamente dañada a causa de la caída de la estatua desde la cúpula del mausoleo de Ruperto García tras una tormenta.                                |        |
| Ángel, popularmente conocido como «ángel negro»            | Fundición Malingre | Hierro        | La escultura, diseñada por Daniel Vázquez-Gulías, fue robada durante la Segunda República Española, poco antes del inicio de la Guerra Civil.                             |        |
| Virgen María                                               | Fundición Malingre | Hierro        | El panteón en el que se halla la escultura se encuentra cercado por una verja de hierro (parcialmente visible a la izquierda de la imagen), obra también de la fundición. |        |

Varias de las esculturas de mayor valor artístico de todo el cementerio son las ubicadas en la cripta del mausoleo de la familia Espada García, el cual, al ser propiedad privada, no es accesible al público. El conjunto escultórico, realizado en granito, se compone de dos estatuas yacentes situadas una encima de otra y colocadas ambas bajo un arco decorado con un relieve de la huida a Egipto en la parte superior y con dos estatuas a cada lado además de varios adornos arquitectónicos, siendo todo el conjunto obra del escultor Felipe Oñate.

## Cultura popular
El álbum San Francisco Express de la banda de rock Los Suaves constituye un homenaje al cementerio.